# Vogelenzang (Spijkenisse)
Vogelenzang is de meest westelijke woonwijk van de Nederlandse plaats Spijkenisse. In het zuidoosten grenst hij aan de wijk Vriesland, in het oosten aan de wijk De Akkers, in het noorden aan Park Vogelenzang (dat officieel tot het buitengebied hoort) en in het zuiden en westen aan weilanden. De wijk is gebouwd tussen 1983 en 1985; er staan voornamelijk eengezinswoningen en het inwoneraantal schommelt rond de 5600.

## Boerderij Vogelenzang
De wijk ontleent zijn naam aan de voormalige boerderij Vogelenzang. Die stond in de westelijke punt van de aangrenzende polder (nu wijk) Vriesland, bij Vogelenzang-Zuid. In de Tweede Wereldoorlog werd een schuur van deze boerderij door het Verzet gebruikt om schietoefeningen te houden; uiteraard stond er altijd iemand op de uitkijk om te kunnen waarschuwen voor naderende Duitse soldaten. Rond 1980 is de boerderij gesloopt. Ervoor in de plaats kwam Jongerencentrum Westdijk.

## Straatnamen
De straten in Vogelenzang zijn genoemd naar muziekinstrumenten, muziekstukken en componisten. Uitzondering is de Dallelaan, vernoemd naar de watergang Dalle die aan de westkant van de wijk stroomt. In het zuidelijke deel zijn de straten genoemd naar Nederlandse componisten. Lambertus Verweel (Spijkenisse 24-6-1911 ; Ontario 6-3-1966), naar wie de L. Verweelstraat is genoemd, is de enige componist die geboren en getogen is in Spijkenisse. Hij was onder andere de oprichter en dirigent van muziekvereniging Oefening en Ontspanning in Spijkenisse. Hij trouwde met plaatsgenote Aria van Hamburg en emigreerde in 1951 naar Canada.

## Voorzieningen
- Drie basisscholen
- Basis gezondheidszorg (tandzorg, huisartsenpraktijk, apotheek)
- Openbaar vervoer: de Spijkhopper verbindt Vogelenzang met Spijkenisse-Centrum.

Winkels zijn in de nabijgelegen wijk De Akkers (Akkerhof), waar ook metrostation De Akkers is.

## Fotogalerij

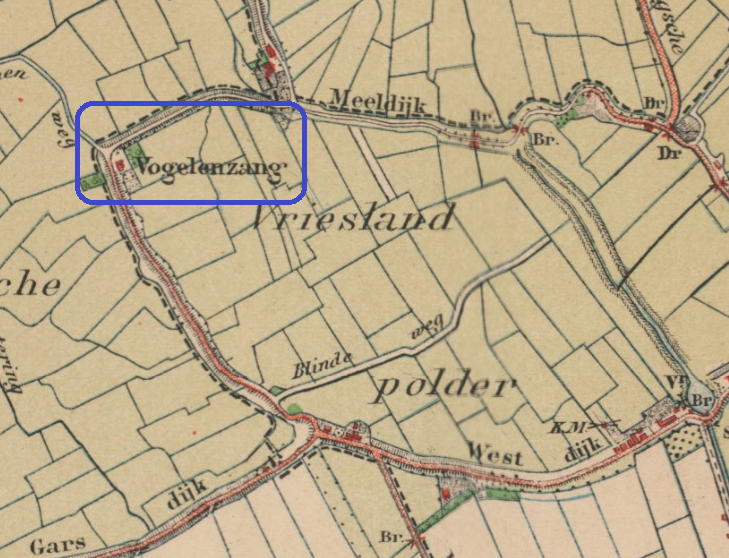
Boerderij Vogelenzang in Vriesland (±1900)
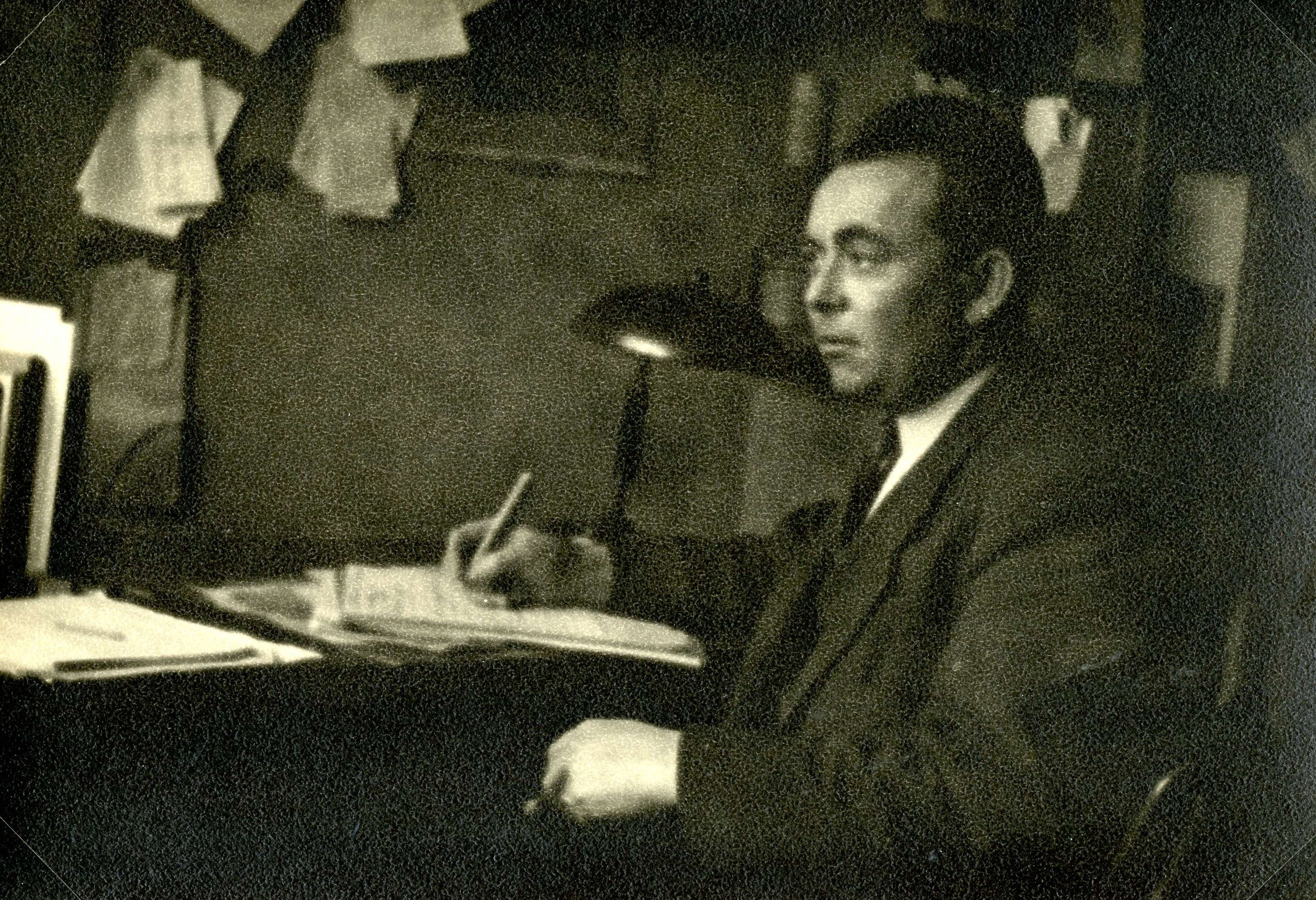
Componist Bert Verweel (1949)
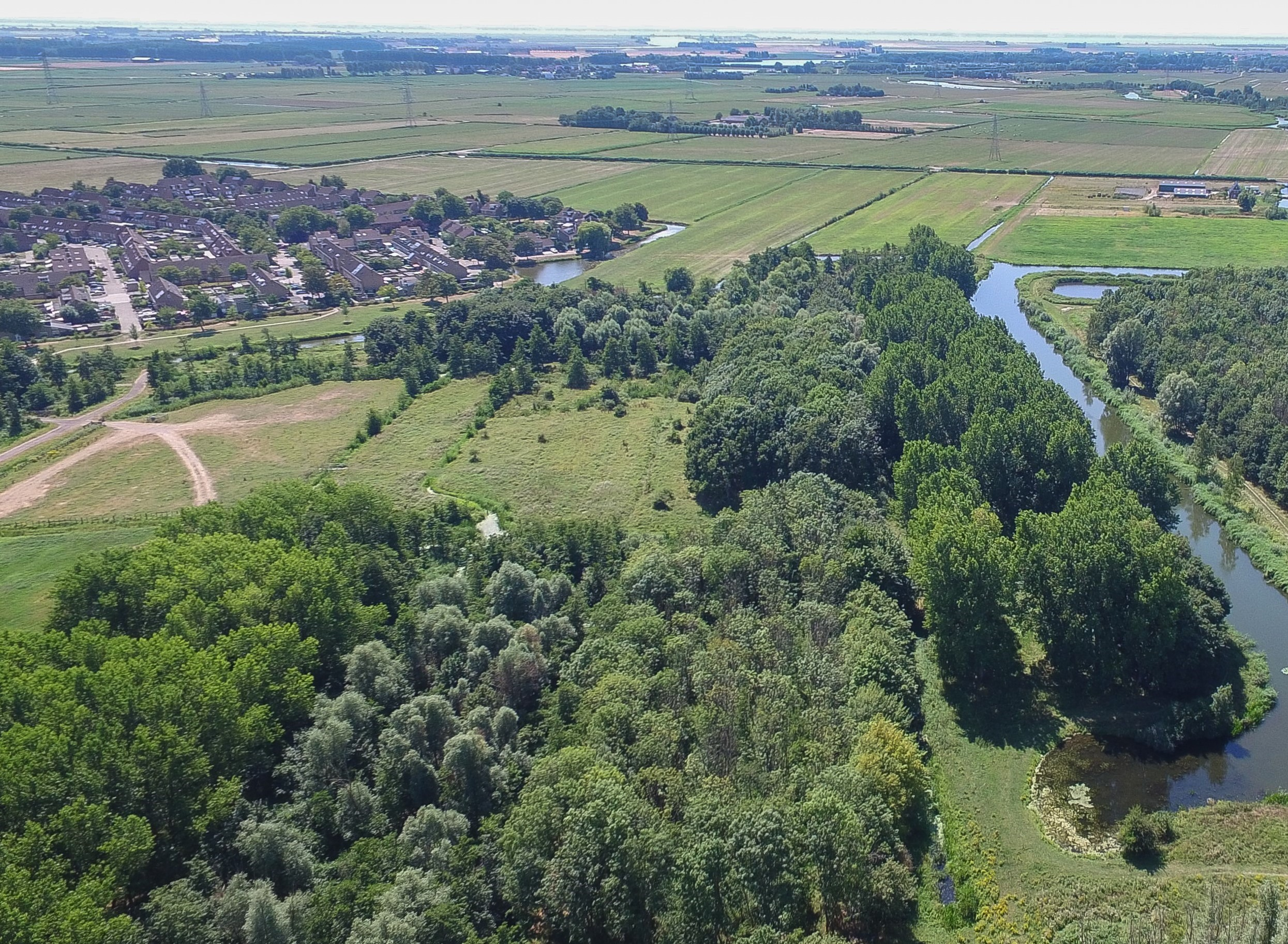
Vogelenzang wijk en park (2018)
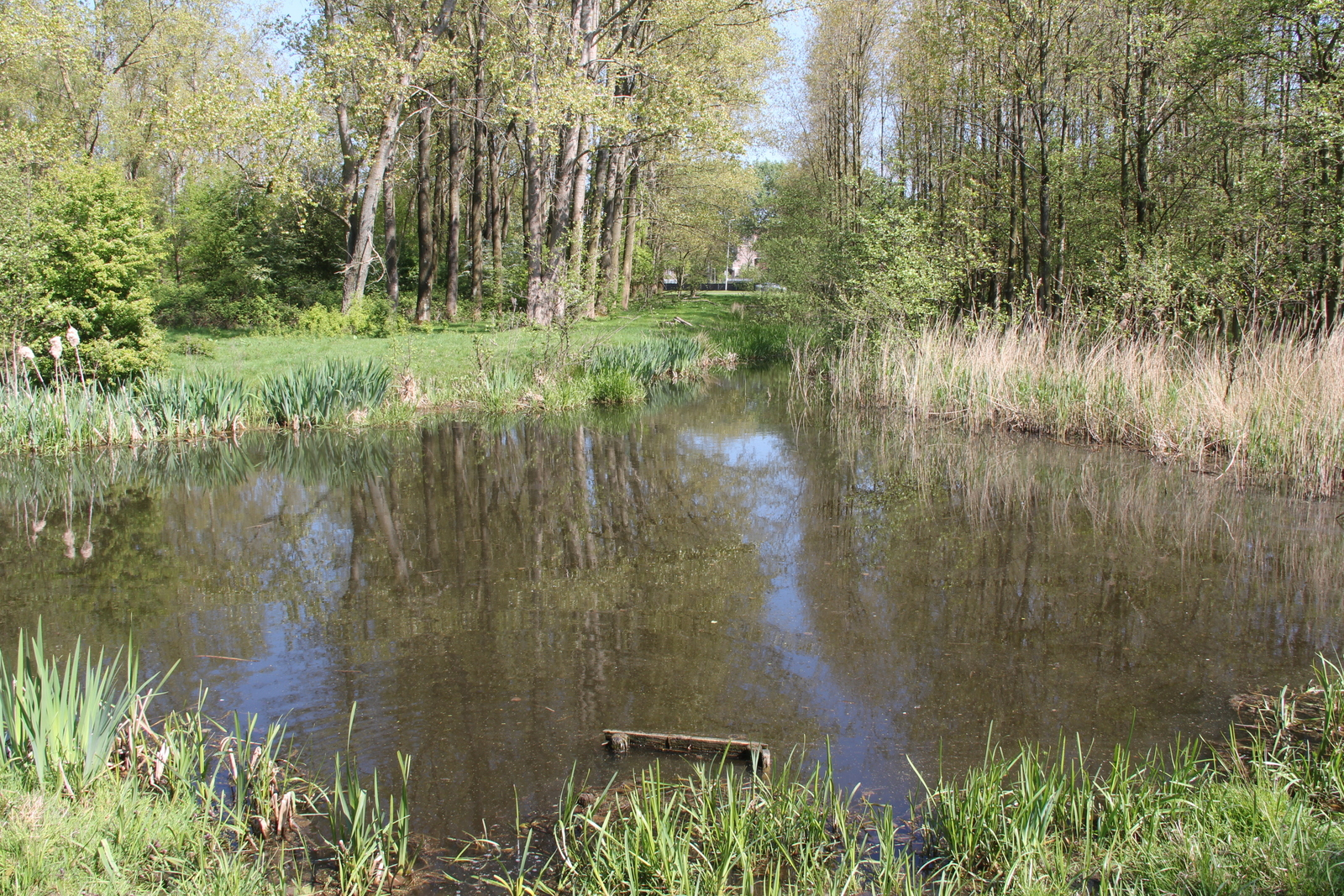
Park Vogelenzang (2014)
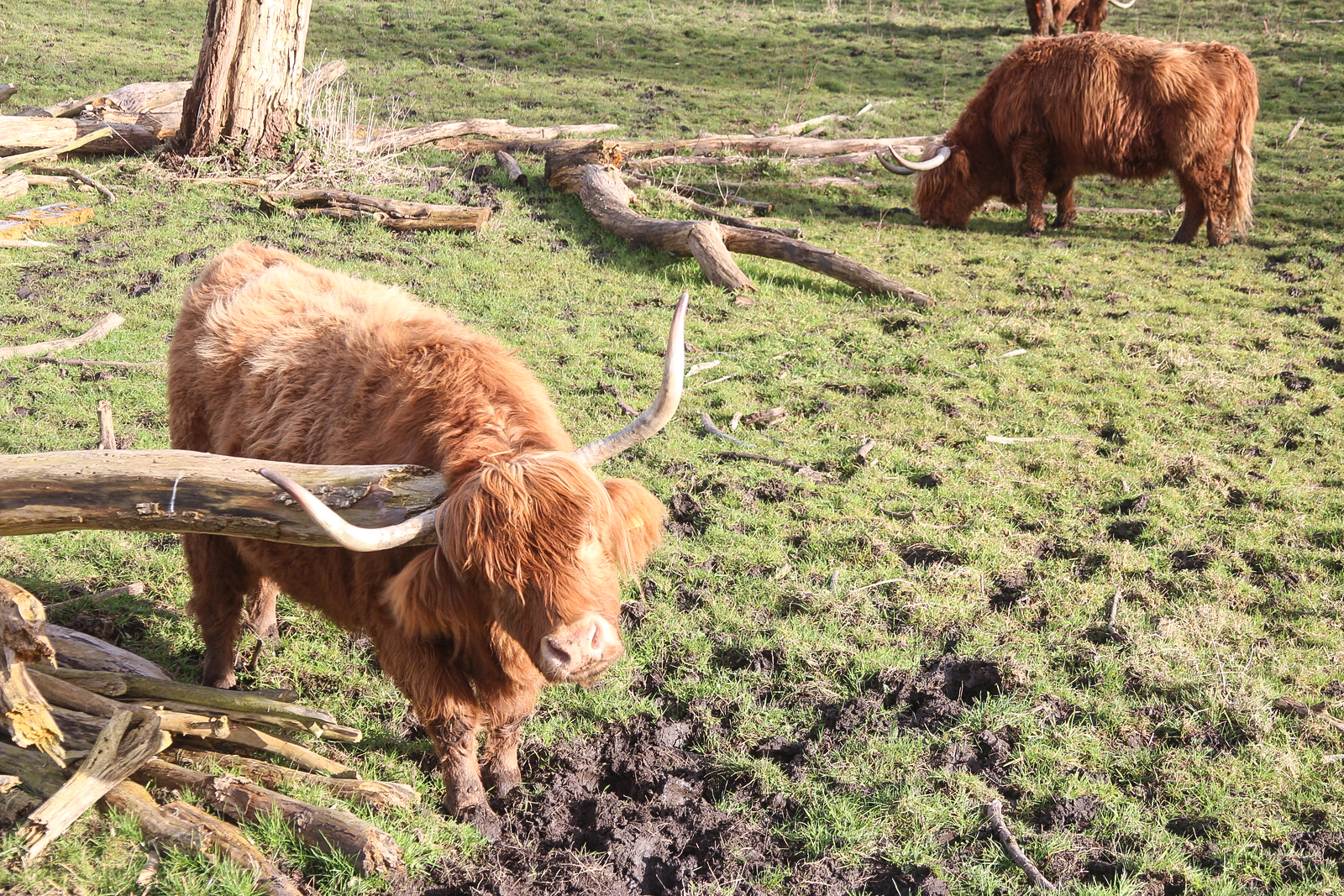
Schotse hooglanders in park Vogelenzang (2016)
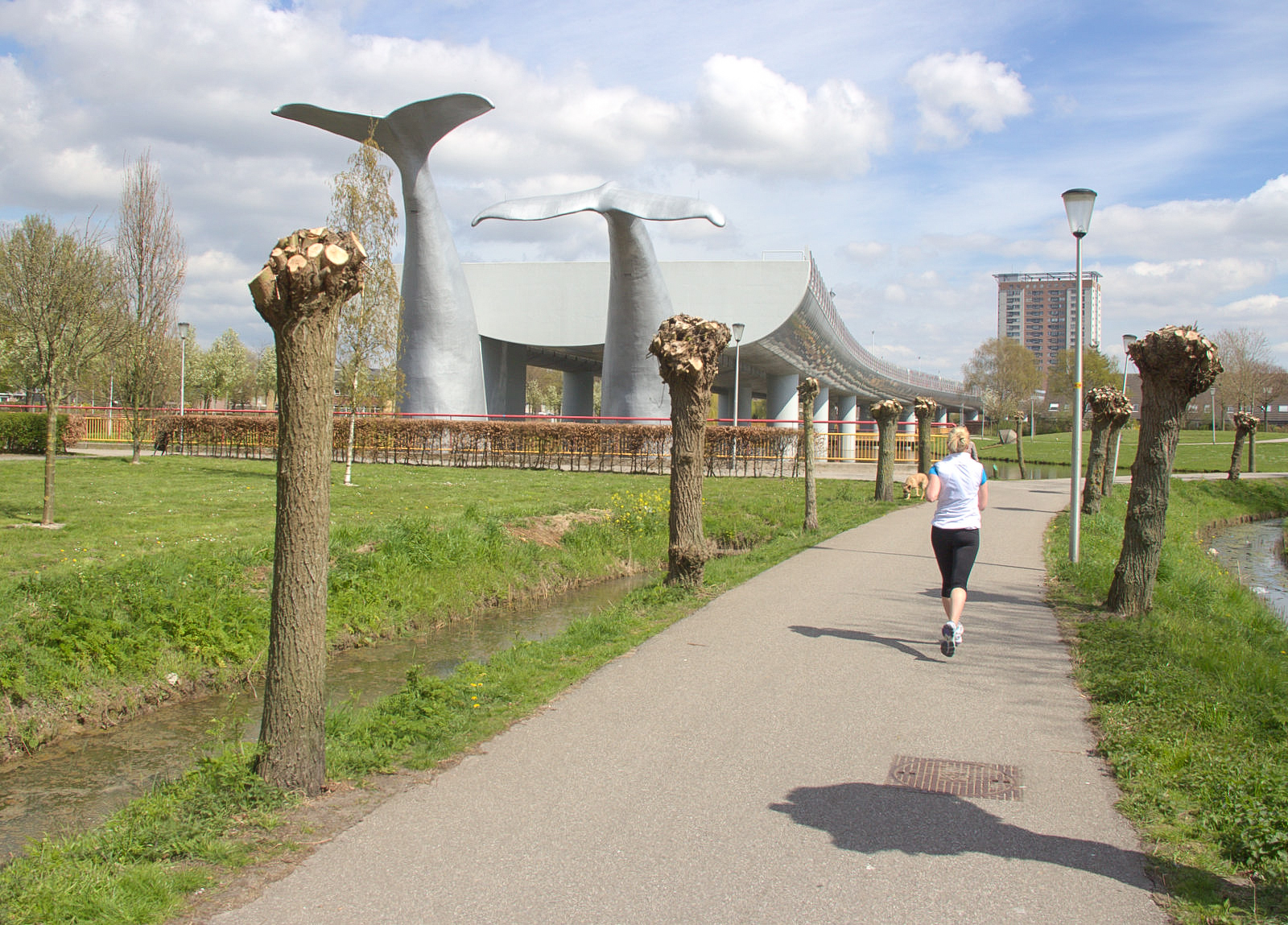
Eindpunt metro: Walvisstaarten (Bachlaan)
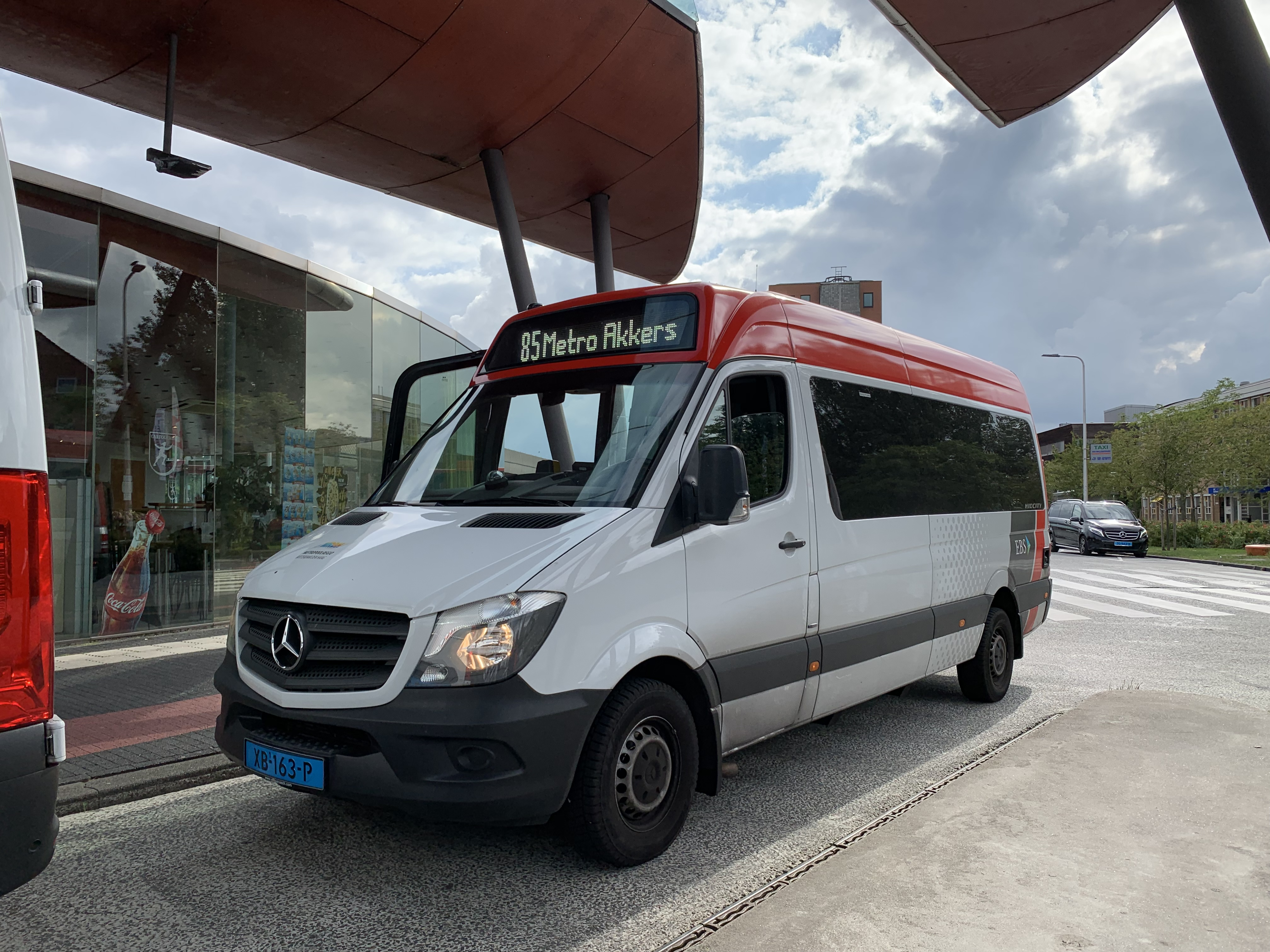
Bus 85 van Spijkenisse-Centrum via Vogelenzang naar De Akkers (2019)